# Páll
Páll ist ein isländischer männlicher Vorname sowie ein (nicht-isländischer) Familienname.

## Bedeutung
Páll ist eine isländische Form von Paul.
Verwandt ist auch die ungarische Form Pál.

## Namensträger

### Vorname
- Páll Guðlaugsson (* 1958), isländischer Fußballspieler und -trainer
- Páll Guðmundsson (* 1959), isländischer Bildhauer
- Páll Óskar Hjálmtýsson (* 1970), isländischer Popsänger, DJ und Songwriter
- Páll Hreinsson (* 1963), isländischer Jurist, Universitätsprofessor und Richter
- Páll Ísólfsson (1893–1974), isländischer Komponist, Organist, Lehrer und Dirigent
- Páll Jónsson (Bischof) (1155–1211), isländischer Geistlicher, Bischof von Skálholt
- Páll Jónsson, eigentlicher Name von Staðarhóls-Páll († 1598), isländischer Dichter
- Páll Magnússon (* 1954), isländischer Politiker der Unabhängigkeitspartei
- Páll á Reynatúgvu (* 1967), färöischer Physiotherapeut und Politiker sowie ehemaliger Fußballspieler
- Páll Vang (1949–2023), färöischer Politiker

Zwischenname
- Árni Páll Árnason (* 1966), isländischer Politiker
- Björgvin Páll Gústavsson (* 1985), isländischer Handballspieler
- Jón Páll Bjarnason (1938–2015), isländischer Jazzgitarrist
- Veigar Páll Gunnarsson (* 1980), isländischer Fußballspieler

### Familienname
- Levente Páll (* 1985), ungarischer Opernsänger mit deutscher und rumänischer Staatsbürgerschaft
- Sándor Páll (1954–2010), serbischer Literaturwissenschaftler und Politiker